# Efflatounia aegyptiaca
Efflatounia aegyptiaca är en tvåvingeart som beskrevs av Mario Bezzi 1925. Efflatounia aegyptiaca ingår i släktet Efflatounia och familjen svävflugor. Inga underarter finns listade i Catalogue of Life.